# 猶太基督教
猶太基督教（英語：Jewish Christian），也稱為希伯來基督教（Hebrew Christians），基督猶太教（Christian Jews）。出現於公元1世紀第二圣殿时期，直接傳承自耶穌與耶徒的門徒，形成最早的基督教會，為早期基督教的基礎。主要信徒為猶太人，接受耶穌為彌賽亞，仍然保有猶太教傳統，遵守猶太律法。這也包括猶太律法主義者（Judaizers）主張外族基督徒也應該遵守的耶和華的律法。
其特色為遵守猶太律法，採行割禮及飲食禁忌。在神學上，他們認為耶穌是先知，是彌賽亞，但耶穌是人，不是神，不是上帝，不接受耶穌等同於上帝。根據基督教教父的記錄，猶太基督教擁有自己編輯的福音書，稱為猶太基督教福音書，但這些文獻多已失傳。猶太基督教的許多觀點被伊斯蘭教保留。

## 名稱
猶太基督教徒最早自稱為「道路」（hė hodós）。根據使徒行傳，基督徒〈古希臘語：〉的名稱，最早在公元100年前後在安提阿教會出現。文獻記錄上最早自稱為基督徒，是安條克的依納爵。
猶太基督徒的稱呼主要來自於現代聖經研究學者。

## 歷史
耶穌開始傳教時，主要區域在羅馬帝國猶太行省，主要門徒皆為猶太人。在他過世後，基督教在犹太人中传播，之後基督教信仰沿著地中海傳播，開始有不受割礼的非犹太人接受基督信仰。是介于犹太人基督徒与非犹太人基督徒之间，其教义與傳統基督教有一些差异，大部分主張實行摩西律法。
在第一次猶太–羅馬戰爭，羅馬軍隊進攻耶路撒冷後，耶路撒冷教會被毀，猶太基督教也隨之衰弱。